# معتمد الدولة قرواش
أَمِيرُ العَرَبِ مُعتَمَدُ الدَولَةِ ذِي العزّينِ الأَمِيرُ أَبُو المَنِيعِ قِروَاشُ بن المُقَلَّد بن المُسَيَّب العُقَيلِي أمير بني عقيل وثالث أمراء آل المسيب الذين حكموا الموصل والجزيرة الفراتية. تولى مقاليد السلطة من بعد وفاة والده المقلد بن المسيب، ودام حكمه من سنة 391 هـ / 1001 حتى خلعه بعد نصف قرن سنة 441 هـ / 1049.

## نسبه
هو مُعتَمَدُ الدَولَةِ قِروَاشُ بن حُسام الدَولَة المُقَلَّد بن المُسَيَّب بن رَافِع بن المُقَلَّد الأَكْبَر بن جَعفَر بن عَمرو بن المَهيَا بن عَبد الرَحمن بن يزِيد بن عَبد الله بن زَيد بن قَيس بن حُوثَة بن طَهقَة بن رُبَيعَة بن حُزْن بن عُبَادَة بن عُقَيل بن كَعَب بن رَبِيعَة بن عَامِر بن صَعصَعَة بن مُعَاوِيَة بن بَكر بن هَوَازِن بن مَنصُور بن عِكرَمَة بن خَصفَة بن قَيس عَيلَان بن مُضَر بن نِزَار بن مَعَد بن عَدنَان.

## سيرته
كان أمير العرب المُقدّم وفحلها المُقرّم، وكان ظريفاً أديباً شاعراً جواداً ممدحاً، نهاباً وهاباً.
فيه جاهلية وسنن وطبع العرب، يقال أنه جمع بين الأختين، فلاموه، فقال: "حدثوني ما الذي نستعمل من الشرع حتى تتكلموا في هذا الأمر؟"
وقال مرةً: "ما في عنقي غير دم خمسةٍ أو ستةٍ من العرب قتلتهم، فأما الحاضرةُ، فما يعبأُ اللهُ بهم."
جلس له الخليفة القادر بالله العباسي سنة 396 هـ ولقبه بمُعتمد الدولة ذي العزّين، ثم تفرد بالإمارة فطالت أيامه، واتسع ملكه فكانت له وأعمالها والكوفة وسقي الفرات. استنزل علي بن مزيد الأسدي عما كان بيده من كوثى ونهر الملك. كان وزيره ومتولي كتابته هو أبي الحسن بن هانئ إلى أن توفي فأخذ مكانه أبو القاسم الحسين بن علي المغربي. خدمه أبو نصر القائد المهلبي مدة طويلة.

## في الشعر

### شعر قرواش
قال الباخرزي في كتابه: أبو محمد عبدالله بن محمد الحمداني الخرافي قال: أنشدني أبو المكارم الفضل بن عبدالله الهاشمي قال: أنشدني (قِرواش) لنفسه:
كثيراً أيضاً كتبت: كبيراً. مغادر أيضاً كتبت: مغاور. لَدنُ أيضاً كتبت: لَدى. السِّنامِ أيضاً كتبت: السِّنانِ، والسُنَام. كأنما أيضاً كتبت: كأنها. إنِّي أيضاً كتبت: فَأنَا. سمحُ أيضاً كتبت: مِلء. مَجْهُودِهِ أيضاً كتبت: محموده. جود: أحساناً لا تذكر.

#### مع أبي هيجاء في قصر الغنوي
قال أبي هيجاء بن عمران بن شاهين أنه كان يسير مع قرواش بن المقلد ما بين سنجار ونصيبين، فنزلا، ثم استدعاه بعد الزوال، وقد نزل بقصر هناك يعرف بقصر العباس بن عمرو الغنوي، وكان مطلاً على بساتين ومياه كثيرة، فدخل عليه فوجده قائماً يتأمل كتابة على الحائط، وكانت هذه الكتابات للأمراء الحمدانيين، وإحدى من الكتابات كانت للمقلد بن المسيب أبا قرواش، وتحتها مكتوب:
وتحته مكتوب: وكتب قرواش بن المقلد بن المسيب بخطه في سنة إحدى وأربعمائة. قال أبي هيجاء: فعجبت من ذلك، وقلت لقرواش: الساعة كتبت هذا؟ فقال: نعم، وقد هممت بهدم القصر فإنه مشئوم قد دفن الجماعة. فدعو أبي هيجاء له بالسلامة وانصرف، ورجع بعد ثلاثة أيام ولم يهدم القصر.
ومن شعر قرواش [الكامل]:
ومنها أيضاً [الطويل]:

### شعر غيره فيه
مدحه أبو الفتح ابن أبي حصينة وأبو الحسن التهامي بقصائد كثيرة.

## بداية ولاية قرواش
في سنة 391 هـ، قُتل أبا قرواش وهو المقلد بن المسيب غيلةً على يد مماليك له من التُرك، وكان قرواش ابنه الأكبر غائبًا. لما بلغ نائبه عبد الله بن إبراهيم بن شهرويه خبر مقتله، وكانت أمواله وخزائنه بالأنبار، خشي بادرة الجند، فراسل أبا منصور بن قراد اللَّديد، وكان بالسندية، فاستدعاه إليه وقال له: "أنا أجعل بينك وبين قرواش عهدًا، وأزوجه ابنتك، وأقاسمك على ما خلّفه أبوه، وتساعده على عمه الحسن إن قصده وطمع فيه"، فأجابه إلى ذلك، وحمى الخزائن والبلد. ثم أرسل عبد الله إلى قرواش يحثّه على الوصول، فوصل، وقاسمه على المال، وأقام قراد عنده.

### نزاع قرواش مع عمّه
جمع الحسن بن المسيب مشايخ بني عقيل وشكا قرواشًا إليهم وما صنع مع قراد، فقالوا إن خوفه من الحسن حمله على ذلك، فبذل من نفسه الموافقة له والوقوف عند رضاه، وسفّر المشايخ بينهما فاصطلحا، واتفقا على أن يسير الحسن إلى قرواش شبه المحارب، ويخرج هو وقراد لقتاله، فإذا لقي بعضهم بعضًا عادوا جميعًا على قراد فأخذوه.
فسار الحسن، وخرج قرواش وقراد لقتاله، فلما تراءى الجمعان، جاء بعض أصحاب قراد إليه فأعلمه الحال، فهرب على فرسٍ له، وتبعه قرواش والحسن فلم يدركاه، وعاد قرواش إلى بيت قراد فأخذ ما فيه من الأموال التي أخذها منه وهي بحالها.

### توسّع قرواش غربًا
سار قرواش إلى الكوفة، فأوقع بخفاجة عندها وقعة عظيمة، فساروا بعدها إلى الشام، فأقاموا هناك حتى أحضرهم أبو جعفر الحجاج بن هرمز.

## حملة قرواش على المدائن ومعركة باكرم
في سنة 392 هـ، سيّر قرواش حملة من بني عقيل إلى المدائن فحاصروها، فخرج إليهم أبو جعفر نائب بهاء الدولة بجيش فصدّهم عنها. ثم اجتمع قرواش مع بني عقيل، وانضم إليهم أبو الحسن مزيد من بني أسد، فازدادت قوتهم، وخرج الحجاج إليهم مستنجدًا ببني خفاجة، أحضرهم من الشام.
التقى الجمعان في نواحي باكرم في رمضان، فانهزمت جيوش الديلم والأتراك، وأُسر منهم خلق كثير، واستُبيح عسكرهم. بعد ذلك، عاد أبو جعفر فجمع ما استطاع من العسكر وهاجم تحالف بني عقيل وابن مزيد مجددًا في نواحي الكوفة، فاشتد القتال وانهزم عقيل وابن مزيد، وقُتل وأُسر منهم عدد كبير.

## حرب قرواش مع أبو علي الخفاجي
في محرم سنة 397 هـ، جرت واقعة بين قرواش وبين أبو علي بن ثمال الخفاجي، سببها أن قرواش كان قد جمع جمعاً كثيراً وسار إلى الكوفة، وأبو علي كان غائباً عنها، فدخلها قرواش ونزل بها. وعرف أبو علي الخبر، فسار إليه فالتقوا واقتتلوا، فانهزم قرواش، وعاد إلى الأنبار، مفلولاً، وملك أبو علي الكوفة وأخذ أصحاب قرواش فصادرهم.

## الخطبة ما يبين الفاطميين والعباسيين
في سنة 401 هـ، خطب قرواش للخليفة الحاكم بأمر الله الفاطمي بأعماله كلها وهي: الموصل والأنبار والمدائن والكوفة وغيرها. وكان ابداء الخطبة بالموصل:
الحمد لله الذي انجلت بنوره غمرات الغضب، وانهدت بقدرته أركان النصب، واطلع بنوره شمس الحق من العرب.
فأرسل القادر بالله القاضي أبو بكر بن الباقلاني إلى بهاء الدولة، ويعرفه ذلك وأن الفاطميون والعباسيون انتقلوا من الكوفة إلى بغداد، فكتب بهاء الدولة إلى عميد الجيوش يأمره بالمسير إلى حرب قرواش، وأطلق له مائة ألف دينار ينفقها في العسكر، وسار عميد الجيوش إلى حرب قرواش، فأرسل قرواش يعتذر، وقطع الخطبة للفاطميون وأعاد الخطبة للقادر بالله العباسي.
غضب الخليفة الفاطمي بسبب توقيف قرواش للخطبة له فجهز جيشاً من الغز لحربه، ووصل إلى الموصل ونهبوا داره، وأخذوا منه ذهب ما يقادر مائتي ألف دينار، فاستنجد قرواش بدبيس بن صدقة الأسدي واجتمعا على حربهم، فنصرا وقتلا منهم خلقاً كثيراً.

### فرار ابن سهلان
في سنة 408 هـ، لجأ ابن سهلان إلى قرواش وأقام عنده في هيت بعد فراره من سلطان الدولة بسبب فتنة بين الشيعة والسنة.

## قبضه على وزراءه المغربي وابن فهد
في سنة 411 هـ قبض قرواش على على وزيره أبو القاسم المغربي وعلى أبو القاسم سليمان بن فهد بن أحمد بالموصل، وكان سليمان يكتب في حداثته بين يدي الصابئ، وخدم المقلد بن المسيب أبا قرواش. أصعد إلى الموصل واقتنى بها ضياعاً ونظر فيها لقرواش فظلم أهلها وصادرهم. ثم سخط قرواش عليهما فحبسهما وطولب سليمان بالمال فادعى الفقر فقتل. وأما المغربي فإنه خدع قرواش ووعده بمال له في الكوفة وبغداد فأمر بحمله وترك.
وفي قرواش وسليمان والبرقعيدي وأبو جابر يقول الشاعر ابن الزمكدم (وقيل الشاعر اسمه الطاهر الجزري) يهجوا سليمان بن فهد بن أحمد الأزدي الموصلي مستطرداً، مادحاً لقرواش هاجياً الباقين:
مشرد: قيل مسدّد. كُتِب أيضاً: سُريتُ ونومي نوم مشرَّدٌ، وقيل: سريت ونومي فيه نومُ مشردٍ. كُتِب أيضاً: على أولق فيه الهباب كأنه.
وهذه الأبيات قد أجمع أهل البيان على أنها غاية في الجودة لم يقل خير منها في معناها.

## حربه مع غريب بن معن
في ربيع الأول من 411 هـ، اجتمع غريب بن معن ودبيس بن علي، وأتاهم العسكر من بغداد فقاتلوا قرواش ومعه رافع بن الحسين عند كرخ وسامراء، فانهزم قرواش وم معه وأسر في المعركة ونهبت خزائنه وأثقاله، واستجار رافع بغريب فتحوا تكريت عنوة وعاد عسكر بغداد إليها بعد عشرة أيام.
ثم إن قرواشاً خلص، وقصد سلطان بن الحسين بن ثمال أمير بنو خفاجة فسار إليهم جماعة من الأتراك فعاد قرواش وانهزم ثانياً هو وسلطان. وكانت الوقعة بينهم غربي الفرات. ولما انهزم قرواش مدَّ نواب السلطان أيديهم إلى أعماله فأرسل يسأل الصفح عنه ويبذل الطاعة.

## في عزل الوزير المغربي
في سنة 415 هـ، نزل الأثير عنبر الخادم والوزير أبو القاسم بن المغربي، ومعهم جماعة من مقدمي الديلم، في السندية، وكانت حينها تحت سلطة قرواش، فأنزلهم عنده، ثم انتقلوا جميعًا إلى أوانا.وبعد ذلك، ولما استشعر الوزير ابن المغربي الخطر من الأتراك في بغداد، فرّ إلى قرواش، وأقام عنده، وتولّى الوزارة لديه لمدة عشرة أشهر وخمسة أيام.

### علاقة قرواش بأحداث فتنة الكوفة
وبعد فتنة الكوفة بين الفاطميون والعباسيين، لجأ الوزير أبو القاسم المغربي إلى قرواش، فأجاره وأقام عنده في سامراء. وخلال إقامته، اعترض المغربي أرحاء للخليفة في درزيجان، مما أثار غضب القادر بالله. فأرسل الخليفة القاضي أبا جعفر السمناني برسالة يأمر فيها قرواش بإبعاده، فاستجاب قرواش للأمر وأبعده عنه، فسار المغربي إلى ابن مروان في ديار بكر. وفي سنة 416 هـ، نُفّذ القرار رسميًا، فأُبعد المغربي عن مجلس قرواش، فتوجّه إلى نصر الدولة بن مروان في ميّافارقين. وقد سبق هذا الإجراء اضطرابات متصلة بالفتن الطائفية والاضطراب الأمني في بغداد.

## حرب بنو أسد وخفاجة عليه
في سنة 417 هـ، تعرّضت قبائل خفاجة بقيادة أبي الفتيان منيع بن حسان إلى أراضي السواد التابعة للأمير قرواش، مما دفعه إلى النزول من الموصل لمواجهتهم. استعان بنو خفاجة حينها بـدبيس بن علي الأسدي، واجتمع الفريقان مع عشائرهما، وانضم إليهم عسكر بغداد، وسار الجميع لقتال قرواش.
التقوا بظاهر الكوفة، وكانت آنذاك تحت سلطة قرواش، ووقعت مناوشات بين مقدمة جيشه ومقدمة خصومه. ولما أدرك قرواش تفوقهم العددي، انسحب ليلًا في نفرٍ يسير من أصحابه، فلما بلغ ذلك جنده لحقوا به منهزمين حتى وصلوا إلى الأنبار. سارت قبائل أسد وخفاجة خلفه، فلما اقتربوا من الأنبار، غادرها قرواش إلى حلله، فلم يتمكنوا من اللحاق به، فاستولوا على الأنبار ثم تفرّقوا.

## المعكة بين بنو عقيل وقرواش
في سنة 417 هـ، أصعد الأثير عنبر إلى الموصل قادمًا من بغداد، وكان الأثير آنذاك حاكمًا في الدولة البويهية، ويتمتع بنفوذ قوي وامتثال كبير من قبل الجند بسبب مكانته وقوته. ولكن مع مرور الوقت، تضاءل هذا النفوذ وخافه الجند، فتراجعت طاعته عندهم ولم يعودوا ينتبهون إليه، فحاول أن يستعيد سلطته بنفسه فذهب إلى قرواش، فندم الجند على ما فعلوه وطلبوا منه العودة، لكنه رفض. ثم صعد الأثير عنبر إلى الموصل برفقة قرواش، وهناك استلم قرواش ملكه وأقطاعه في العراق.
في تلك الأثناء، جمع نجدة الدولة بن قراد ورافع بن الحسين عددًا كبيرًا من قبائل عقيل، وانضم إليهم بدران أخو قرواش، وساروا صوب الموصل لقتال قرواش. وعندما وصل خبر تجمعهم إلى قرواش، استنفر هو وغريب بن معن والأثير عنبر، وتلقوا دعمًا من ابن مروان، فاجتمع عندهم ثلاثة عشر ألف مقاتل. التقى الطرفان عند بلد، ووقعت معركة دامية، ثبت فيها كل جانب لبعضه وراح القتل كثيفًا. وكان من أجمل ما حدث في هذه المعركة أن مروان بن قراد اقتحم وسط الصفوف وتوجه إلى غريب بن معن، فاحتضنه وصالحه، كما فعل أبو الفضل بدران مع أخيه قرواش، فتم الصلح بين الجميع، وأعاد بدران أخاه قرواش إلى مدينة نصيبين.

## إحراق بنو خفاجة الأنبار
في سنة 417 هـ، سار منيع بن حسان أمير بني خفاجة إلى الجامعين، وهي لنور الدولة دبيس، فنهبها. فسار دبيس في طلبه إلى الكوفة، ففارقها منيع وقصد الأنبار، وهي لقرواش. فلما نازلها منيع، قاتله أهلها، فلم يكن لهم بخفاجة طاقة، فدخلها منيع ونهبها وأحرق أسواقها. فانحدر قرواش إليهم ليمنعهم، وكان مريضًا، ومعه غريب بن معن والأثير عنبر، فتوجهوا إلى الأنبار، ثم تركها قرواش ومضى إلى القصر. فاشتد طمع خفاجة، وعادوا إلى الأنبار فأحرقوها مرة ثانية.
وسار قرواش إلى الجامعين، فاجتمع هو ونور الدولة دبيس في عشرة آلاف مقاتل، وكانت خفاجة في ألف. فلم يقدر قرواش بذلك الجيش على كسرهم. وشرع أهل الأنبار في بناء سور على البلد، وأعادهم قرواش، وأقام عندهم الشتاء. ثم إن منيع بن حسان سار إلى الملك أبي كاليجار، فأطاعه فخلع عليه، وأتى إلى الكوفة، فخطب فيها لأبي كاليجار، وأزال حكم بني عقيل عن سقي الفرات.

## دعوة قرواش للتدخل في صراع واسط
في سياق النزاع بين جلال الدولة البويهي وغريمه أبي كاليجار، طمع الأخير في السيطرة على العراق بعدما ملك البصرة وواسِط بدعمٍ من نور الدولة دبيس بن علي. وكان النزاع قد بدأ بعد خلاف بين دبيس وأبي حسان المقلّد بن الحسن بن مزيد، مما دفع المقلّد إلى التحالف مع منيع بن حسان الخفاجي، والتقرب من جلال الدولة، والخطبة له في بغداد.
مع توسّع نفوذ أبي كاليجار، أرسل الأخير إلى قرواش، صاحب الموصل، يطلب منه النزول إلى العراق والانضمام إليه، بهدف تحييد جلال الدولة وتقوية موقفه. وكان عند قرواش في ذلك الوقت الأثير عنبر، أحد رجالات الدولة البويهية. فاستجاب قرواش مبدئيًّا وسار حتى وصل إلى الكحيل، حيث توفي الأثير عنبر، فتوقّف قرواش عن متابعة النزول، ولم يشترك في النزاع القائم بين الفريقين، فبقي موقفه محايدًا في هذا الصراع.

## خلافه مع الأكراد
في سنة 440 هـ، وقع الخلاف بين الأمير قرواش وأخيه بركة من جهة، وبين الأكراد الحميدية والهذبانية من جهة أخرى. كانت قبيلة الحميدية تسيطر على عدة حصون قرب الموصل، منها العقر، وكان يتزعمها آنذاك أبو الحسن بن عيسكان الحميدي، بينما كانت قلعة أربل وأعمالها تحت حكم أبي الحسن بن موسك الهذباني. لكن أخاه أبو علي الهذباني انقلب عليه بمساعدة الحميدي، فاستولى على أربل وأسر أبا الحسن بن موسك.
في ذلك الوقت، كان قرواش وأخوه بركة منشغلين في العراق، فلما رجعا إلى الموصل وأدركا ما جرى، أخفيا استياءهما، وسعى قرواش لاستغلال النزاع الكردي لمصلحته. أرسل يطلب من الطرفين الكرديين نجدة عسكرية ضد نصر الدولة بن مروان، فجاء أبو الحسن الحميدي بنفسه، وأرسل أبو علي أخاه الأسير أبا الحسن بن موسك. لكن قرواش كان قد تصالح مع نصر الدولة، فانقلب على الحميدي وأمر باعتقاله، ثم فاوض أبا الحسن بن موسك وعرض عليه إطلاقه مقابل استرداد أربل من أخيه أبي علي وتسليمها إليه، على أن يعاونه إن رفض أخوه ذلك. وافق أبو الحسن، وقدم رهائن من أهله وأولاده ورهن ثلاثًا من قلاعه ضمانًا، ثم خرج إلى قلاعه التي كان أخوه قد انتزعها منه فاستعادها وعاد إلى الموصل.
حينئذ، وثق به قرواش وبركة، وأعادا له رهائنه. ووافق أبو علي الهذباني على تسليم أربل، وجاء إلى الموصل لتمكين أخيه منها. عندها طالب أبو الحسن الحميدي، الذي كان قد أوفى بعهده، باسترداد قلاعه، فسلّمها له قرواش. ثم خرج الحميدي مع الأخوين الهذبانيين إلى أربل لإتمام التسليم، لكنهما غدرا به في الطريق. شعر الحميدي بالمكيدة فتخلف وأرسل أصحابه لإتمام التسليم، إلا أن الهذبانيين قبضا على رجاله وسعيا للقبض عليه، ففرّ إلى الموصل. أدت هذه الحادثة إلى انفجار الخلاف بين قرواش والأكراد، وقطع العلاقات بينهم، وإضمار كل طرف للشر في قلبه على الآخر.

## فتنة الأنبار وانقلاب الأوضاع
مما أضعف قرواش هو حادث وقع في الأنبار قبل ذلك، حيث كان قد قبض على جماعة من الصيادين لسوء طريقهم، فهرب الباقون منهم. وفي ليلة 5 محرم من 440 هـ، عاد بعضهم إلى الأنبار، فتسلقوا سورها، وقتلوا الحارس، وفتحوا الباب ورفعوا شعار بركة، فانضم إليهم أهلهم ومن مال إلى بركة، وهاجموا أصحاب قرواش، فظفروا بهم، وقتلوا منهم عددًا، وهرب من بقي. وحين بلغه خبر استيلاء أنصار بركة على الأنبار، لم يكن يعلم أن أصحابه لم يصمدوا.

## تصاعد الخلاف مع أخوه بركة
في سنة 440 هـ، ابتدأ التوتر بين قرواش وأخيه بركة بن المقلد، حين انضم قريش بن بدران إلى عمه قرواش، وجمع له جمعًا وقاتل بركة، فظفر به وانهزم بركة. واستمر قريش في التحريض على بركة، حتى اشتدت الوحشة بين الأخوين، وتفاقم الشر.

### المواجهة الثانية
وفي سنة 441 هـ، تجدد الخلاف بين قرواش وأخيه بركة، وبلغ درجة المحاربة العلنية، بعد أن فسدت العلاقات بينهما بشكل لم يعد معه الإصلاح ممكنًا. فجمع كلٌ منهما جمعًا واستعدا للمواجهة. سار قرواش في محرم، وعبر دجلة في نواحي بلد، ولحق به كلٌ من سليمان بن نصر الدولة بن مروان، وأبو الحسن بن عيسكان الحميدي، وغيرهم من الأكراد، ونزلوا بالمغيثة بعد أن أخربوا معلثابا ونهبوها. أما بركة، فجاءه جمع من العرب من آل المسيب، ونزلوا بمرج بابنيثا، وكان بين الفريقين نحو فرسخ واحد. فاقتتلوا يوم السبت 12 محرم، ثم تفرقوا دون أن يتحقق النصر لأي منهما.

#### اليوم التالي
وفي اليوم التالي تجدد القتال، غير أن سليمان بن نصر الدولة لم يشارك هذه المرة، ووافقه في ذلك أبو الحسن الحميدي، ثم انسحب كلاهما من معسكر قرواش. كما فارقه قسم من العرب الذين التحقوا بصفوف أخيه، فضعف أمره، وبقي في حلة ليس معه إلا نفر قليل. ركب العرب من أصحاب بركة لمهاجمته، فحاول منعهم، غير أن بعضهم باغت عرب قرواش فنهبهم مع طلوع فجر يوم الاثنين. جاء بركة بعدها إلى قرواش، فاجتمع به، ونقله إلى حلّته، وأظهر له حسن العشرة، ثم أرسله إلى الموصل وهو محجور عليه، وجعل معه بعض زوجاته في دار خاصة.

## المصالحة وعودة قرواش إلى السلطة
في المقابل، بدأ المسيب وأمراء العرب يكاتبون بركة بمطالب تعجيزية وشروط شديدة، فأدرك أن الخطر قد ينقلب عليه، وربما تعود الكفة إلى صالح قرواش. فبادر إلى مصالحة أخيه، وتواضع له، وقبّل يده وقال: "إنني وإن كنت أخاك، فإنني عبدك، والطائع لأمرك والتابع لك". فرد عليه قرواش: "بل أنت الأخ، الأمر لك مُسلَّم، وأنت أقوم به مني".
فأصلحا الحال بينهما، وعاد قرواش إلى التصرف بشؤون الدولة كما يشاء. وكان بركة قد أقطع سابقًا بلال بن غريب بن مقن العقيلي بلدة حربي وأوانا في نواحي دُجَيل. فلما تم الصلح بين الأخوين، أرسلا إلى بلال يأمرانه بتسليمها، فخالفهما، وجمع إليه جمعًا، وقاتل أصحاب قرواش، واستولى على البلدتين. عندها انحدر قرواش من الموصل، وحاصر حربي وأوانا، حتى فتحهما عنوة، وأعاد السيطرة عليهما.

### تمرد بلال بن غريب وإعادة فرض النظام
في ظل هذا الاستقرار النسبي، نشأ تمرد جديد بقيادة بلال بن غريب العقيلي، الذي كان قد حصل على إقطاع حربي وأوانا من بركة. وبعد المصالحة، رفض بلال تسليم البلدتين، وتمرّد على السلطة. واجه قرواش هذا التمرد بنفسه، فنزل من الموصل وحاصر البلدتين، واستعاد السيطرة عليهما.

## حبسه وإخراجه من السلطة
في سنة 442 هـ، تولّى بركة بن المقلد إمارة الدولة العقيليّة. وفي جمادى الأولى فقد قرواش ما تبقى من سلطته بعد أن استولى عليه أخوه بركة، فأخضعه وقيده ومنعه من التصرف بإرادته. وكان قرواش قد غادر الموصل استياءً من تدخلات بركة في شؤون الحكم، لكن غيابه أثار قلق بركة، فبعث إليه عددًا من أعيان الدولة يدعونه إلى العودة ويحذرونه من عواقب الانقسام. رفض قرواش في البداية، لكنهم أبلغوه بأن تصرفه لم يعد مقبولًا، وأن القرار بات خارج يده.
أدرك قرواش أن عودته ستكون قسرية، فوافق بشرط أن يُسمح له بالإقامة في دار الإمارة بالموصل. وعندما اقترب من حِلّة بركة، خرج الأخير لاستقباله وأنزله عنده، مما دفع أصحاب قرواش وأهله إلى الفرار خوفًا، فبادر بركة إلى تأمينهم وطمأنتهم. بعد ذلك، أظهر بركة الاحترام لأخيه في الظاهر، لكنه فرض عليه رقابة مشددة ومنعه من التصرف بحرية، ثم سجنه لاحقًا في القلعة الجراحية، لتنتهي بذلك سلطة قرواش تمامًا.
استمر حكم بركة إلى أن مات في سنة 443 هـ، فخلفه قريش بن بدران، الذي بعث إلى عمه قرواش وهو لا يزال محبوسًا يُخبره بوفاة بركة، وقيل أنه أخرجه من الحبس بعد ذلك.

## وفاته
مات قرواش في حبسه بالقلعة الجراحية يوم الأربعاء غرّة رجب سنة 444 هـ الموافق اليوم الثالث من نوفمبر 1052، فقيل أن قريش بن بدران أمر بذبح قرواش. وقيل أنه مات موتاً وليس ذبحاً. حُمل جسدة إلى تل التوبة في الموصل ودفن فيها. وتل التوبة هذا يقع مقابل مدينة الموصل في شرقي دجلة متصل بنينوى.